# Amt (subdivision territoriale)
Pour les articles homonymes, voir Amt.
 (signalé en juillet 2025).
Si vous disposez d'ouvrages ou d'articles de référence ou si vous connaissez des sites web de qualité traitant du thème abordé ici, merci de compléter l'article en donnant les références utiles à sa vérifiabilité et en les liant à la section « Notes et références ».
- Archive Wikiwix
- Bing
- Cairn
- DuckDuckGo
- E. Universalis
- Gallica
- Google
- G. Books
- G. News
- G. Scholar
- Persée
- Qwant
- (zh) Baidu
- (ru) Yandex
- (wd) trouver des œuvres sur Wikidata

Un amt est un type de division administrative rencontrée en Allemagne et, par le passé, dans certains pays d'Europe du Nord. Généralement plus grand qu'une commune, le terme peut être vu comme un équivalent du comté canadien ou du canton français.

## Allemagne
En Allemagne, l'Amt (Ämter au pluriel) n'existe que dans les Länder du Schleswig-Holstein, Mecklembourg-Poméranie-Occidentale et Brandebourg. 
D'autres États allemands ont possédé ce type de subdivision par le passé. Certains possèdent actuellement des unités administratives similaires, appelées Samtgemeinde (Basse-Saxe), Verbandsgemeinde  (Rhénanie-Palatinat, Saxe-Anhalt) ou Verwaltungsgemeinschaft (Bade-Wurtemberg, Bavière, Saxe, Thuringe).
Un amt, comme les autres subdivisions sus-mentionnées, est subordonné à un district et est lui-même subdivisé en communes. L'amt peut être décrit comme une confédération de communes ; il est généralement formé de très petites communes, les communes plus grandes n'appartenant à aucun amt et étant appelées amtsfreie Gemeinden (littéralement, « communes sans amt »).

## Anciennes utilisations

### Danemark
L'amt (amter au pluriel) était une unité administrative du Danemark (et, historiquement de Danemark-Norvège). Ils furent créés par décret royal en 1662 afin de remplacer les anciens len (fiefs). À l'origine, les amter étaient composés de villes indépendantes (købstæder) et de paroisses, et n'avaient que peu de responsabilités. Pendant le XXe siècle, elles assurèrent le service hospitalier pour la population non-urbaine. En 1970, une réforme élimina la distinction entre paroisses (rurales) et villes (urbaines) et les amter furent composés de communes.
Les amter furent supprimés le 1er janvier 2007 et remplacés par cinq régions, uniquement chargées du service médical national. À la différence des amter, elles n'ont aucune compétence pour lever des impôts. Les autres responsabilités des amter furent déléguées aux communes ou à l'État.

### Norvège
Entre 1662 et 1919, les comtés de Norvège étaient appelés amter. Ils sont désormais nommés fylker.

### Pays-Bas
L'ambacht peut être vu comme l'équivalent de l'amt en néerlandais. Des ambachten existèrent en Hollande, Zélande et Flandre jusqu'aux alentours de 1800.